# Titorenko
Titorenko (en rus: Титоренко) és un poble de l'óblast de Saràtov, a Rússia, segons el cens del 2019 tenia 760 habitants. Pertany al districte municipal d'Engels.